# Дівчина в тумані
«Дівчина в тумані» (італ. La ragazza nella nebbia) — копродукційний фільм-трилер Італії, Німеччини та Франції 2017 року, повнометражний режисерський дебют Донато Каррізі, адаптація його однойменного роману 2015 року. У 2018 році стрічка була номінована в 4-х категоріях на здобуття нагород щорічної італійської національної кінопремії «Давид ді Донателло», та отримала нагороду за найкращий режисерський дебют.

## Сюжет
Холодної зимової ночі психіатра Аугусто Флореса (Жан Рено) терміново викликають на роботу, щоб обстежити інспектора Фогеля (Тоні Сервілло), який потрапив у аварію. Інспектор нічого не пам'ятає, на місці аварії ніщо не вказує на її причину та на її жертв, проте сорочка Фогеля у плямах свіжої крові, і ця кров не його. У ході бесіди починає вимальовуватись ланцюг неймовірних подій, що почалися місяць тому.
Флешбек. Загублене в Альпах сонне містечко, різдвяний вечір, туман. 16-річна рудоволоса дівчина Анна Лу, вийшовши з дому, до святково прикрашеної церкви так і не дійшла. Немає ні тіла жертви, ні будь-яких слідів боротьби, ні свідків — нічого. Незабаром у місті з'являється інспектор Фогель, зірка розшуку, фахівець з упіймання маніяків і серійних убивць…

## У ролях
| • Тоні Сервілло        | … | інспектор Фогель       |
| • Жан Рено             | … | Аугусто Флорес         |
| • Алессіо Боні         | … | професор Лоріс Мартіні |
| • Лоренцо Рикельмі     | … | агент Борґі            |
| • Галатеа Ранці        | … | Стелла Гонер           |
| • Мікела Ческон        | … | агент Майєр            |
| • Лукреція Гідоне      | … | Клеа                   |
| • Даніела П'яцца       | … | Марія Кастнер          |
| • Якопо Ольмо Антінорі | … | Маттіа                 |
| • Марина Оккйонеро     | … | Моніка                 |
| • Сабріна Мартіна      | … | Прісцилла              |
| • Антоніо Джерарді     | … | адвокат Джорджо Леві   |
| • Грета Скаккі         | … | Беатріс Леман          |

## Знімальна група
- Автор сценарію — Донато Каррізі, за власним романом «Дівчина в тумані» (2015)
- Режисер-постановник — Донато Каррізі
- Продюсери — Мауріціо Тотті, Алессандро Усай
- Виконавчий продюсер — Рейчел Окін
- Лінійний продюсер — Антоніо Таччіа
- Оператор — Федеріко Масьєро
- Композитор — Віто Ло Ре
- Монтаж — Массімо Квалья
- Художник-постановник — Тоніно Зера,
- Художник з костюмів — Патриція Керіконі
- Художник-декоратор — Марія Грація Ширріпа
- Звук — Джилберто Мартінеллі

## Нагороди та номінації
| Список нагород та номінацій | Список нагород та номінацій | Список нагород та номінацій     | Список нагород та номінацій | Список нагород та номінацій | Список нагород та номінацій |
| Кінофестиваль/Кінопремія    | Рік                         | Категорія                       | Номінант(и)                 | Результат                   | Дж                          |
| --------------------------- | --------------------------- | ------------------------------- | --------------------------- | --------------------------- | --------------------------- |
| Премія «Давид ді Донателло» | 21.03.2018                  | Найкращий режисерський дебют    | Донато Каррізі              | Перемога                    | [ 4 ] [ 5 ]                 |
| Премія «Давид ді Донателло» | 21.03.2018                  | Найкращий оригінальний сценарій | Донато Каррізі              | Номінація                   | [ 4 ] [ 5 ]                 |
| Премія «Давид ді Донателло» | 21.03.2018                  | Найкраще художнє оформлення     | Тоніно Зера                 | Номінація                   | [ 4 ] [ 5 ]                 |
| Премія «Давид ді Донателло» | 21.03.2018                  | Найкращий монтаж                | Массімо Квалья              | Номінація                   | [ 4 ] [ 5 ]                 |